# Wincenty Myjak
Wincenty Myjak (ur. 11 lipca 1876 w Zagorzynie, zm. 10 marca 1927 tamże) – działacz ruchu ludowego, poseł do sejmu galicyjskiego w IX kadencji w latach 1908-1913 z okręgu Nowy Sącz i Rady Państwa

## Życiorys

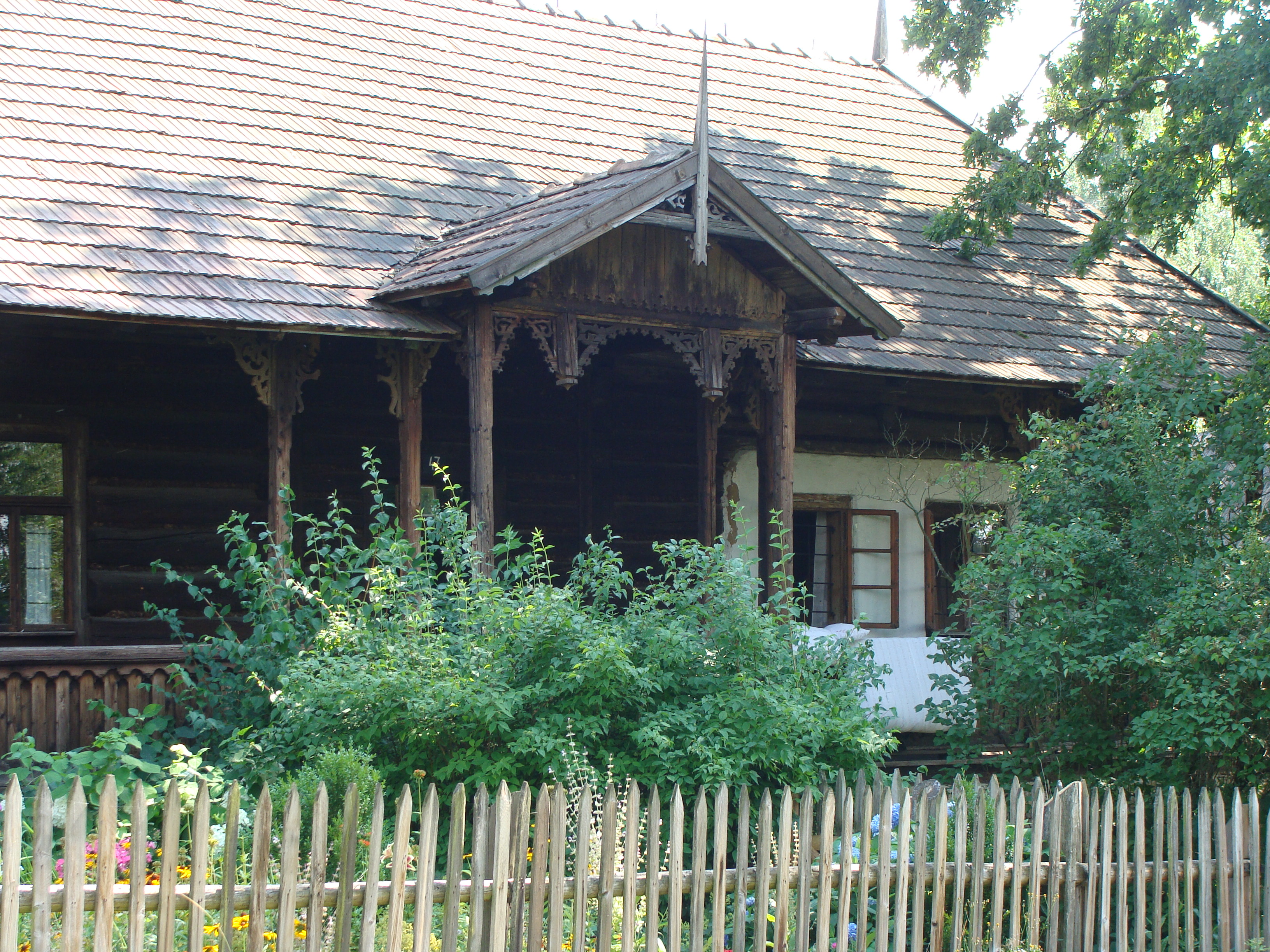
Chałupa posła Wincentego Myjaka po przebudowie w 1922 r.

Pochodził z rodziny chłopskiej był synem Antoniego i Katarzyny z domu Jurkowskiej. Ukończył szkołę ludową, gimnazjum w Nowym Sączu, egzamin dojrzałości złożył w 1899 w Jaśle. Podjął studia na Wydziale Prawa Uniwersytetu Lwowskiego, jednak ich nie ukończył. Kiedy został wójtem w gminie Zagorzyn jako działacz ruchu ludowego 7 sierpnia 1892 był uczestnikiem poufnego zebrania zorganizowanego w Nowym Sączu w sprawie założenia pierwszej chłopskiej organizacji politycznej jaką był Związek Stronnictwa Chłopskiego. W latach 1908–1913 był członkiem Rady Naczelnej PSL. W 1911 został posłem do Rady Państwa. W 1913 był jednym z inspiratorów rozłamu w PSL w wyniku którego opowiedział się po stronie PSL Piast zostając w 1914 członkiem Rady Naczelnej. Po wybuchu I wojny światowej i później nie angażował się w działalność polityczną w ramach działalności społecznej zajmował się regulacją dróg i budową mostów w okolicach Łącka.
Dom zbudowany przez Wincentego Myjaka w 1884, a następnie przebudowany w 1922 znajduje się obecnie w Nowym Sączu w Sądeckim Parku Etnograficznym z Miasteczkiem Galicyjskim.